# Takaji Mori
Takaji Mori (jap. 森 孝慈, Mori Takaji; * 24. November 1943 in Fukuyama, Präfektur Hiroshima; † 17. Juli 2011 in Meguro, Präfektur Tokio) war ein japanischer Fußballspieler.

## Nationalmannschaft
1966 debütierte Mori für die japanische Fußballnationalmannschaft. Mori bestritt 56 Länderspiele und erzielte dabei zwei Tore. Mit der japanischen Nationalmannschaft qualifizierte er sich für die Olympischen Spiele 1964 und 1968. Bei den Olympischen Spielen 1968 konnte Japan die Bronzemedaille gewinnen.

## Errungene Titel

### Mit der Nationalmannschaft
- Olympische Sommerspiele 1968: Bronzemedaille

### Mit seinen Vereinen
- Japan Soccer League: 1969, 1973
- Kaiserpokal: 1963, 1966, 1971, 1973

## Persönliche Auszeichnungen
- Japan Soccer League Best Eleven: 1969, 1970, 1973, 1974, 1975

## Tod
Am 17. Juli 2011 starb er an den Folgen von Nierenbeckenkrebs in Meguro, Tokio im Alter von 67 Jahren.